# هاوزن (فیلنباخ)
هاوزن (به آلمانی: Hausen) یک منطقهٔ مسکونی در آلمان است که در بایرن واقع شده‌است. هاوزن ۱۴۵ نفر جمعیت دارد.